# South Indian Railway
| South Indian Railway                                | South Indian Railway        |
| --------------------------------------------------- | --------------------------- |
| Eine 1936 gebaute Lokomotive der Baureihe PT        |                             |
| Streckennetz der South Indian Railway im Jahre 1910 |                             |
| Streckenlänge:                                      | 1918: 2949 km 1937: 4079 km |
| Spurweite:                                          | 1676, 1000, 762 und 610 mm  |
|                                                     |                             |

Die South Indian Railway (SIR) war eine Eisenbahngesellschaft, die von 1874 bis 1951 in Südindien tätig war.

## Geschichte
Am 1. Juli 1874 entstand aus den beiden bereits 1872 zusammengeschlossenen Gesellschaften Great Southern of India Railway (GSIR) und Carnatic Railway die South Indian Railway Company.
Die SIR besaß mehrere eigene Strecken in indischer Breitspur und Meterspur und betrieb zusätzlich im Auftrag mehrerer anderer kleinerer Gesellschaften ein umfangreiches Netz von Eisenbahnstrecken in ganz Südindien in vier verschiedenen Spurweiten. 1908 übernahm die SIR den südlichen Teil der Madras Railway. Auch die heute noch in Betrieb befindliche Nilgiri Mountain Railway wurde ab 1908 von der SIR betrieben.
Die nachfolgende Tabelle zeigt die Entwicklung der verschiedenen Streckennetze in den unterschiedlichen Spurweiten:
| Spurweite in mm | Länge in km (1918) | Länge in km (1937) |
| --------------- | ------------------ | ------------------ |
| 1676            | 724                | 1069               |
| 1000            | 2062               | 2847               |
| 762             | 159                | 159                |
| 610             | 4,4                | 4,4                |

### Rollmaterial
Am 31. Dezember 1877 war die Gesellschaft im Besitz von 97 Dampflokomotiven, 366 Personenwagen und 1643 Güterwagen.
Ab 1931 setzte die SIR Elektrolokomotiven mit Akkutender der Baureihe YCG-1 ein. Diese ermöglichten den Betrieb auf nicht elektrifizierten Abstellgleisen und auch auf Strecken, wo die Oberleitung noch nicht fertig gestellt war. Bis 1936 erhöhte sich der Bestand an Rollmaterial auf 557 Lokomotiven, 27 Triebwagen, 1610 Personenwagen und 9779 Güterwagen.
Die SIR war eine der wenigen indischen Eisenbahngesellschaften die auch Dampflokomotiven in der Schweiz bauen ließ. Unter anderem Schmalspurlokomotiven der Baureihe W.

### Elektrifizierung
Am 2. April 1931 eröffnete die SIR in Madras das erste Teilstück eines elektrifizierten Vorortnetzes zwischen Madras Beach und Tambaram. Seit der Umbenennung von Madras in Chennai, ist diese Bahn als Chennai Suburban Railway bekannt. Heute ist es in Bezug auf die Streckenlänge das zweitgrößte derartige Netz Indiens.

### Klassifizierung
Die SIR wurde nach der von der indischen Regierung 1926 eingeführten Indian Railway Classification als Eisenbahn der Klasse I eingestuft.

### Verstaatlichung
1944 wurde die SIR verstaatlicht. Am 14. April 1951 wurde sie mit der Madras and Southern Mahratta Railway und der Mysore State Railway zur Southern Railway, einer Regionalgesellschaft der Indian Railways, zusammengeschlossen.